# 土嚢
土嚢（どのう、英: sandbagあるいはdirtbag）は、布袋の中に土砂を詰めて用いる土木資材のこと。水害時の応急対策や土木工事全般に用いられるほか、爆発物の処理、銃弾や砲弾破片を防ぐ遮蔽物などにも用いられる。砂を詰める場合には砂嚢（さのう）ともいう。

## 概要
適宜、土砂を詰め袋を縛り積み上げることで、水や土砂の移動を妨げることができる。
かつては稲わらで作られた叺や麻袋が一般的であったが、ポリエチレン製の布製が主流になっている。大きさは、人間が運びやすい大きさである500mm×800mm前後の大きさが主流であるが、油圧ショベルによる作製・運搬を前提とした大型の土嚢も存在する。
中詰めの土砂は、災害対策用に用いる場合には土嚢同様、所要量をあらかじめストックしておく必要がある。一般的な土嚢は袋の約6割の土（30kg）を詰め、その目安に土嚢に線が入っているものもある。中詰め作業を省力化する専用の土嚢製造機が開発されている。
土嚢の積み方には長手積みや小口積みがある。長手積みは流水方向に平行に積み上げるもので底部が上流側になるように積む。

## 土・砂以外の嚢
詰める内容物を水にした「水嚢」も存在し、ゴミ袋などに水を入れることで簡易的な土嚢として使用することもある。
また、吸水により膨張する素材を使用した水嚢も開発されている。こちらは、高吸水性ポリマーを内容物としており、水をかける事によって土嚢として機能するようになっているため軽く、持ち運びが容易である。また、使用後に乾燥させれば、再び軽い状態に戻り、繰り返し使用できるといった特性を持っている。
財団法人日本消防設備安全センターによる機能性緊急土嚢に「ドノウレンジャー」がある。吸水により膨張し、吸水前の4kgから吸水後21kg程度になる。ヒノキの間伐材・デンプンを主材料とし、比重が水より重く水に沈み、早く、コンパクトで、女性や高齢者にも扱いやすく、使用後は内容物の炭と消臭土壌バイオ菌の活性化で肥料効果を促すため、環境循環型である。

## 軍事

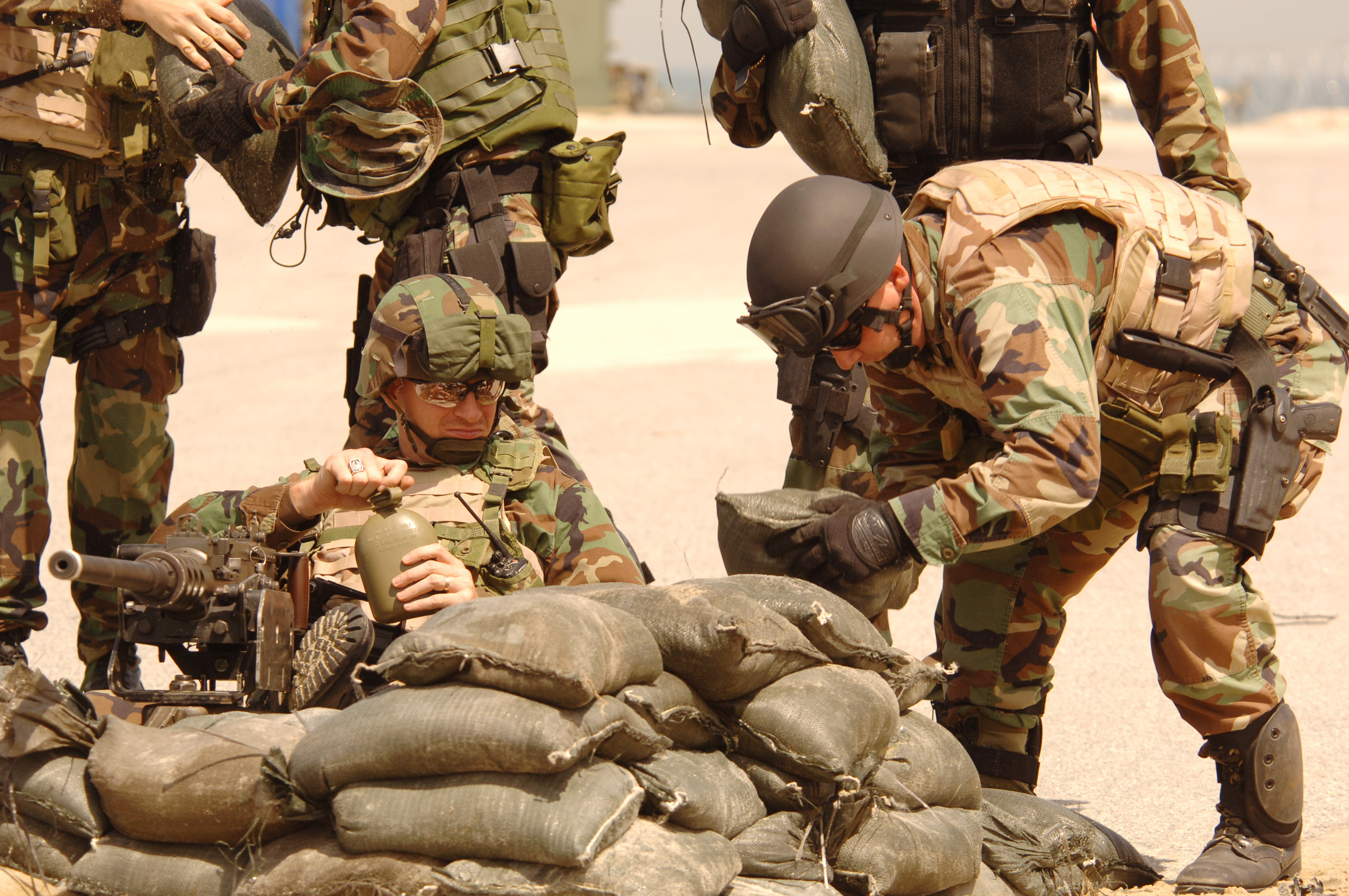
訓練において、機関銃手を防護するための土嚢を積むアメリカ海軍兵士

どこにでもある土で耐弾性のある壁を構築できる土嚢は、軍隊における陣地設営で広く利用される。スコップと土嚢で陣地を作る技能は兵士が修めるべき基本的なものとされ、壁状の障害物のみならず、塹壕の側面を強化する土留に用いたりもする。射撃の際に小火器の支えとしたり、機関銃の動揺を抑えるため三脚の上に載せたりと、野戦築城以外にも応用できる。自衛隊の施設科は、自動的に土嚢に土を詰める装置を運用している。レンジャーの訓練を受けるのに必要な資格確認検査の項目に、50kgの土嚢を担いで50mを14秒以内に移動させる試験がある。
アメリカで開発されたヘスコ防壁は、金網に小石を詰めた蛇篭と土嚢の中間的な構造で、筒状の金網の内側に布袋が張られている。開口部を上に向けたヘスコ防壁は、ホイールローダー等の重機で素早く大量の土砂を投入できるため、短時間で大規模な野戦築城が可能なほか、土嚢同様に洪水対策の土手としても利用できる。

## 緑化
緑化の土木資材として、生分解性プラスチックなどで編んだ土の上に芝生の種子や肥料を組み合わせた植生土嚢が存在する。適度な浸透性と排水性を兼ね備えており、土留や路肩の保護、水路の築造資材として用いられている。